# Alexandre Villaplane
Alexandre „Alex” Villaplane (ur. 24 grudnia 1904 w Konstantynie, zm. 26 grudnia 1944 w Arcueil) – francuski piłkarz algierskiego pochodzenia grający na pozycji pomocnika. Mierzył 175 centymetrów, ważył 73 kilogramy.

## Kariera klubowa
Alex Villaplane wraz z rodzicami przybył do Europy z francuskiej kolonii północnoafrykańskiej, Algierii. Już w wieku 16 lat grał w pierwszym składzie ekipy FC Sète. W latach 1923 i 1924 wraz z kolegami dochodził do finałów Pucharu Francji, w których jednak Sète ulegało kolejno Red Starowi Paryż 2:4 i Olympique Marsylia 2:3 po dogrywce.
Latem 1926 roku Villaplane przeniósł się do ekipy SC Nîmes, w tym samym roku również zadebiutował w reprezentacji Francji. W roku 1929 przeszedł z kolei do stołecznego Racing Clubu, z którym jeszcze w tym samym sezonie doszedł do kolejnego finału Pucharu Francji, ulegając w nim 1:3 po dogrywce FC Sète, mimo tego, iż obok Villaplane’a w stołecznej drużynie grali tej klasy zawodnicy, co Émile Veinante, Edmond Delfour czy Raoul Diagne.
W roku 1932 wraz z wprowadzeniem we Francji profesjonalnej piłki nożnej i powstaniem ligi piłkarskiej Villaplane powrócił na południe kraju, by grać dla FC Antibes. Klub Alexa był wtedy bardzo bliski wywalczenia tytułu mistrzowskiego, lecz ostatecznie został zdyskwalifikowany za korupcję, a przeciwko Olympique Lillois ostatecznie w meczu decydującym o tytule zagrali piłkarze AS Cannes. Kolejny sezon Alexandre spędził w OGC Nicea, lecz potem postanowił odejść od profesjonalizmu i ostatni rok kariery zawodniczej, 1934/1935 spędził w wówczas drugoligowym zespole Hispano-Bastidienne. Sezon jednak zamiast na boisku dokończył w więzieniu, osadzony za nieprawidłowości, których dopuszczał się podczas zakładów na wyścigach konnych.

## Kariera reprezentacyjna
Pomiędzy kwietniem 1926 a lipcem 1930 Alex Villaplane w barwach reprezentacji Francji rozegrał 25 meczów nie strzelając bramki. Przez dłuższy czas pełnił funkcję kapitana reprezentacji.
Villaplane grał w reprezentacji już podczas igrzysk olimpijskich 1928, gdzie reprezentanci Francji pomimo prowadzenia 2:0, ostatecznie przegrali 3:4 mecz z Włochami. Występował również na mistrzostwach świata 1930, gdzie jako kapitan wystąpił we wszystkich trzech meczach. Po mundialu rozegrał swoje 26. spotkanie w barwach narodowych: przegrany 2:3 mecz z Brazylią (Francuzi nie uznają tego meczu za oficjalny, więc oficjalny reprezentacyjny dorobek Villaplane’a to 25 spotkań).

## Po zakończeniu kariery
Z powodu licznych afer kryminalnych często siedział w więzieniu. Na początku II wojny światowej brał udział w czarnym rynku i wymuszeniach od ukrywających się Żydów. Został skazany na dwa miesiące więzienia za paserstwo w 1940 roku, następnie dołączył do grupy utworzonej przez gangstera Henri Lafonta i Pierre’a Bonny’ego, która wkrótce przekształci się w Carlingue, pomocnicze francuskie gestapo. Specjalizował się w wymuszeniach od sprzedawców złota.
Później był jednym z założycieli Brygady Północnoafrykańskiej, kryminalnej organizacji składającej się z imigrantów z krajów Maghrebu, która współpracowała z nazistami. Organizacja pod przywództwem Henri Lafonta zwalczała maquis, partyzantów z Résistance. Na skutek dość kontrowersyjnych i okrutnych sposobów działania jego rekrutów, ochrzczony został pseudonimem „SS Mohammed”. 11 czerwca 1944, dzień po masakrze w Oradour, biorąc udział w dalszych represjach, wydał w Mussidan polecenie rozstrzelania jedenastu młodych bojowników ruchu oporu, uczestnicząc w tym osobiście. Alexandre Villaplane otrzymał stopień SS-Untersturmführera.
1 grudnia 1944 roku za udział w co najmniej 10 morderstwach został skazany na śmierć. 26 grudnia został rozstrzelany w Forcie Montrouge w Arcueil, podobnie jak Lafont i Bonny.

## Osiągnięcia
- Finalista Pucharu Francji (z Sete: 1923, 1924; z Racing Clubem: 1930)